# Philonthus aethiops
Philonthus aethiops – gatunek chrząszcza z rodziny kusakowatych i podrodziny Staphylininae.
Gatunek ten został opisany w 1915 roku przez Maxa Bernhauera, który jako miejsce typowe wskazał Umgebung Harrar. W obrębie rodzaju należy do grupy gatunków Philonthus politus. W 2013 roku Lubomír Hromádka dokonał jego redeskrypcji.
Kusak o ciele długości 10,5 mm, czarne do czarnobrązowego z żółtobrązowymi głaszczkami i pierwszymi 1-2 członami czułków. Głowa kwadratowa, o skroniach dłuższych niż oczy. Przedplecze oraz pokrywy szersze niż dłuższe. Punkty na pokrywach grube i gęsto rozmieszczone. Odwłok nieirydyzujący. Odnóża brązowe z jaśniejszymi stopami.
Chrząszcz afrotropikalny, znany z Demokratycznej Republiki Konga, Kamerunu i Etiopii.